# 1 Korpus Polskich Sił Zbrojnych w ZSRR

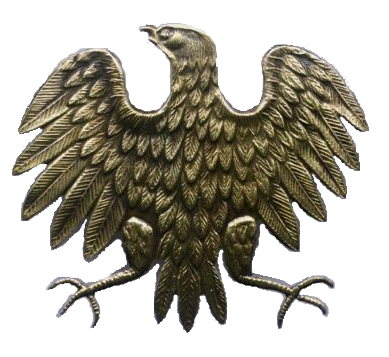
Orzeł tzw. wzór 43 (piastowski)

1 Korpus Polskich Sił Zbrojnych w ZSRR (1 Korpus Polski) – wyższy związek taktyczny Wojska Polskiego.

## Historia
10 sierpnia 1943 władze radzieckie zgodziły się na rozwinięcie 1 Dywizji Piechoty im. Tadeusza Kościuszki w korpus.
Miał on się składać z dwóch dywizji piechoty, dwóch brygad — artylerii i pancernej, dwóch pułków - lotniczego i zapasowego, czterech samodzielnych batalionów oraz pododdziałów zabezpieczenia i obsługi. 
Dowódcą korpusu został gen. Zygmunt Berling, jego zastępcami: ds. oświatowych – ppłk Włodzimierz Sokorski i ds. liniowych – gen. bryg. Karol Świerczewski, a szefem sztabu – ppłk dypl. Władimir Radziwanowicz.
1 września wzmocniona 1 DP wyruszyła na front, a pozostałe siły korpusu rozwijały się pod względem organizacyjnym i prowadziły szkolenie bojowe. Jednak od września do grudnia 1943 sformowano w korpusie tylko 1 batalion specjalny.
Dopiero opanowanie terenu Zachodniej Ukrainy umożliwiło dalszy rozwój organizacyjny korpusu. Zreorganizowano wówczas artylerię korpuśną oraz rozpoczęto formowanie 3 Dywizji Piechoty. W grudniu liczba żołnierzy w korpusie przekroczyła 32 tys. żołnierzy. W marcu 1944 r. korpus częściowo zmotoryzowano (dotyczyło to pułków: artylerii lekkiej, 5 kompanii kablowo-tyczkowej i pododdziałów rozpoznawczych, sformowano też 1 batalion samochodowy). 
11 marca włączono do korpusu dywizjon dział pancernych SU-85.
6 marca 1944 na bazie 1 Korpusu  rozpoczęto formowanie 1 Armii Polskiej w ZSRR.
- Piosenką marszową tej formacji był Marsz 1 Korpusu (muzyka Aleksander Barchacz, słowa Adam Ważyk).